# Hikma
Hikma – w filozofii i teologii islamu najwyższa filozofia, która obejmuje hellenizującą filozofię islamu, teologię i gnozę. Pierwotnie termin ten oznaczał wszelką mądrość. W filozofii arabsko-muzułmańskiej termin „hikma” oznaczał mądrość i naukę w ogóle. Koncepcje tą na początku XI wieku rozwinął Abu Ali Husain ebn Abdallah Ebn-e Sina (łac. Avicenna) wprowadzając rozróżnienie między falsafą a hikmą. Falsafa według Ibn Sina to perypetyzm, natomiast hikma to mądrość „wschodnia”.
Z hikmy pochodzi poznanie świata i logika, czyli tzw. nauki podstawowe, zaś nauki praktyczne (medycyna, rolnictwo) są wobec niej pochodne. W klasycznym islamie termin „hikma" kojarzony był z medycyną, a lekarzy nazywano „hukama". Do dziś w języku arabskim termin „hakim" oznacza lekarza.